# بوتشوكوفتسي
بوتشوكوفتسي (بالبلغارية: Бучуковци)‏ قرية تقع إدارياً ضمن مقاطعة غابروفو في بلغاريا. ويبلغ عدد سكانها 5 نسمة حسب تعداد 15 مارس 2015. تعتمد بوتشوكوفتسي للبريد على الرمز البريدي 5380.